# ميجي ياسودا لايف
شركة ميجي ياسودا لايف للتأمين (باليابانية: 明治安田生命保険相互会社) هي شركة يابانية للتأمين تركز على التأمين على الحياة ، ولكنها تقدم أيضًا أنواعًا أخرى من التأمين. تأسست في عام 1881 من قبل ياسودا زينجيرو ، وهي (واحدة من أقدم وأكبر شركات التأمين في اليابان) ، وتأسست الشركة الحالية في 1 يناير 2004 نتيجة اندماج ميجي لايف وياسودا لايف. يقع مقر الشركة في طوكيو.